# 프랭크 헤이가 비글로
프랭크 헤이가 비글로(Frank Hagar Bigelow, 1851년~1924년)는 미국의 천문학자다.
하버드 대학을 졸업하고 1891년 미국 기상국에 들어가 일하였다. 여러 가지 기상 관계를 연구한 그는 대기의 움직임에 관한 논문을 발표하고, 1915년 필라 관측소장이 되었다. 별이 자오선을 지나가는 것을 사진으로 찍었으며, 지구 자기와 오로라 및 코로나 등의 관계를 연구하여, 천문학계에 크게 공헌하였다.